# Dar'ja Stoljarova
Dar'ja Leonidovna Stoljarova (in russo Дарья Леонидовна Столярова?; Mosca, 29 marzo 1990) è una pallavolista russa.
Gioca nel ruolo di opposto nella Dinamo Mosca.

## Carriera
La carriera di Dar'ja Stoljarova inizia nella formazione giovanile dello Zareč'e Odincovo, con la quale partecipa alla quarta divisione del campionato russo. Viene quindi promossa in prima squadra nella stagione 2009-10, debuttando in Superliga: milita nel club per quattro annate, vincendo uno scudetto; in questo periodo fa inoltre parte della selezione russa universitaria, vincendo la medaglia di bronzo alla XXVI Universiade, mentre dal 2013 riceve le prime convocazioni nella nazionale russa, debuttandovi in occasione del Montreux Volley Masters, dove vince la medaglia d'argento, e aggiudicandosi la medaglia d'oro al campionato europeo.
Nel campionato 2013-14 si trasferisce al Fakel, dove gioca una sola annata, dopo la quale il club cessa di esistere, trasferendosi quindi per il campionato successivo all'Omička, club che lascia nell'ottobre 2015, poco dopo l'inizio nella stagione 2015-16, ingaggiata dalla Dinamo-Kazan, militandovi per due annate e vincendo la Coppa di Russia 2016 e Coppa CEV 2016-17.
Per il campionato 2017-18 difende i colori della Dinamo Mosca, vincendo la Supercoppa russa, bissata nella stagione successiva, lo scudetto e la Coppa nazionale.

## Palmarès

### Club
- Campionato russo: 2

2009-10, 2017-18
- Coppa di Russia: 2

2016, 2018
- Supercoppa russa: 2

2017, 2018
- Coppa CEV: 1

2016-17

### Nazionale (competizioni minori)
- Universiade 2011
- Montreux Volley Masters 2013

### Premi individuali
- 2013 - Montreux Volley Masters: Miglior servizio
- 2014 - Coppa di Russia: Miglior servizio